# Аллах-Вадже-Сар
Аллах-Вадже-Сар (перс. لله وجه سر) — село в Ірані, у дегестані Дехґах, у бахші Кіяшахр, шагрестані Астане-Ашрафіє остану Ґілян. За даними перепису 2006 року, його населення становило 528 осіб, що проживали у складі 163 сімей.

## Клімат
Середня річна температура становить 14,58 °C, середня максимальна – 28,26 °C, а середня мінімальна – 0,06 °C. Середня річна кількість опадів – 1157 мм.
| Клімат поселення                              | Клімат поселення | Клімат поселення | Клімат поселення | Клімат поселення | Клімат поселення | Клімат поселення | Клімат поселення | Клімат поселення | Клімат поселення | Клімат поселення | Клімат поселення | Клімат поселення | Клімат поселення |
| Показник                                      | Січ.             | Лют.             | Бер.             | Квіт.            | Трав.            | Черв.            | Лип.             | Серп.            | Вер.             | Жовт.            | Лист.            | Груд.            |                  |
| Середній максимум, °C                         | 8,80             | 9,58             | 12,00            | 17,40            | 21,72            | 25,55            | 28,26            | 28,02            | 25,20            | 20,74            | 15,86            | 11,76            |                  |
| Середня температура, °C                       | 4,43             | 5,21             | 7,63             | 13,00            | 17,30            | 21,20            | 24,32            | 24,05            | 21,25            | 16,80            | 11,90            | 7,83             |                  |
| Середній мінімум, °C                          | 0,06             | 0,86             | 3,26             | 8,68             | 12,98            | 16,84            | 20,40            | 20,10            | 17,30            | 12,82            | 7,94             | 3,87             |                  |
| Норма опадів, мм                              | 109              | 90               | 84               | 43               | 43               | 31               | 32               | 61               | 136              | 217              | 177              | 134              |                  |
| Середньомісячна швидкість вітру, м/с          | 2.40             | 2.50             | 2.50             | 2.49             | 2.52             | 2.70             | 2.64             | 2.40             | 2.26             | 2.14             | 2.10             | 2.24             |                  |
| Середньомісячна сонячна радіація, кДж/м²·день | 6927             | 9012             | 10960            | 15501            | 19925            | 22052            | 22443            | 18983            | 15395            | 10720            | 8523             | 6612             |                  |
| --------------------------------------------- | ---------------- | ---------------- | ---------------- | ---------------- | ---------------- | ---------------- | ---------------- | ---------------- | ---------------- | ---------------- | ---------------- | ---------------- | ---------------- |
| Джерело:                                      |                  |                  |                  |                  |                  |                  |                  |                  |                  |                  |                  |                  |                  |